# Arroyo del Pajarito
Arroyo del Pajarito är en ort i Mexiko.   Den ligger i kommunen Villa Sola de Vega och delstaten Oaxaca, i den sydöstra delen av landet, 400 km sydost om huvudstaden Mexico City. Arroyo del Pajarito ligger 1 401 meter över havet och antalet invånare är 198.
Terrängen runt Arroyo del Pajarito är varierad. Arroyo del Pajarito ligger nere i en dal som går i sydvästlig-nordostlig riktning. Runt Arroyo del Pajarito är det ganska glesbefolkat, med 29 invånare per kvadratkilometer. Närmaste större samhälle är San Vicente Coatlán, 12,4 km sydost om Arroyo del Pajarito. I omgivningarna runt Arroyo del Pajarito växer huvudsakligen savannskog.